# Vladimír Balla
Vladimír Balla (Érsekújvár, 1967. május 8. –) szlovák író.

## Pályafutása
Szövegeit és könyveit csak a vezetéknevével írja alá. Abszurdra hangolt posztmodern prózájában többnyire az elidegenedés kérdését tematizálja áthatóan. Műveinek hátterében Délnyugat-Szlovákia áll, gyakran groteszkek és bővelkednek művelt utalásokban. Jellemző rá a fekete humor és az abszurd szituációk, amelyekben hétköznapi, jellegtelen emberek szerepelnek. 
Hosszú évekig dolgozott szülővárosának önkormányzati hivatalában. V mene otca című novelláskötetéért 2012-ben elnyerte az év legjobb szlovák prózakötetének járó Anasoft Litera-díjat. 2012-ben Veľká láska (Nagy szerelem) című könyve 2015-ben a Pravda napilap "az év könyve" lett.
A pozsonyi Közgazdaságtudományi Egyetemen szerzett diplomát 1990-ben. 2015-2016-ban a Denník N című folyóiratban publikált.

## Irodalmi díjak
- 1996 Ivan Krasko(wd)-díj a Leptokaria című könyvért
- 2004 Díj (harmadik hely) a Poviedka (novella) irodalmi versenyen a Rodina (Család) című novelláért
- 2012. évi Anasoft litera irodalmi díj a V mene otca (Az apa nevében) című könyvért
- Az Európai Központi Bank 2018. évi irodalmi díja a V mene otca című könyvért

## Művei
- 1996 Leptokaria, ISBN 8088897785
- 1997 Outsideria, ISBN 8096776029
- 2000 Gravidita, ISBN 8088897645
- 2001 Tichý kút, ISBN 8088897777
- 2003 Unglik, ISBN 8089129056
- 2005 De la Cruz, ISBN 9788089032921
- 2008 Cudzí, ISBN 9788081080029
- 2011 V mene otca, ISBN 9788081080272
- 2012 Oko, ISBN 9788081080371
- 2015 Veľká láska, ISBN 9788081080548
- 2018 Je mŕtvy, ISBN 9788089973156
- 2021 Medzi ruinami, ISBN 9788089973583
- 2021 25x Balla

### Magyarul megjelent
- Vladimír Balla novellái – Nap, Dunaszerdahely, 2006 · fordította: Szarka Gyula
- Az egoista – Magyar napló, 2004; 10, p. 51-52 · fordította: Forgács Ildikó
- De la Cruz – Nap, Dunaszerdahely, 2006 · ISBN 9788089032921 · fordította: Hruska Nóra
- Az apa nevében – Kalligram, Pozsony, 2016 · ISBN 978-80-8101-932-6 · fordította: Dobry Judit
- Romok között – Abacus+, Pozsony, 2024 · fordította: Böszörményi Péter

## Fordítás
- Ez a szócikk részben vagy egészben  a   Vladimír Balla című szlovák Wikipédia-szócikk fordításán alapul.  Az eredeti cikk szerkesztőit annak laptörténete sorolja fel. Ez a jelzés csupán a megfogalmazás eredetét és a szerzői jogokat jelzi, nem szolgál a cikkben szereplő információk forrásmegjelöléseként.